# Рынок свободного времени
Ры́нок свобо́дного вре́мени, индустри́я досу́га — это вновь возникающая отрасль экономики и соответствующий рынок, на котором свободное время человека рассматривается как экономический ресурс.
В настоящее время в обществе вследствие огромных трансформаций коммуникационной среды, развития технологий и внедрения их в повседневность, досуг и отдых претерпели ряд существенных изменений. В частности специалисты отмечают рост свободного времени, которое становится не просто ресурсом, а формирует своеобразный рынок со своим наполнением, популяризацией форм и спросом. Именно наличие свободного времени стало основанием появления и стремительного развития индустрии досуга и массмедиа.

## Сущность термина «свободное время»
Термин «свободное время» привлекает к изучению множество специалистов из сфер социологии и философии. В данных дисциплинах понятие уже существует длительное время и подразумевает под собой некую особую социально-историческую категорию, характеризующую один из важных аспектов человеческой деятельности и совпадающий с частью внерабочего времени. При этом синонимом «свободного времени» выступают также «досуг», «рекреационно-досуговая деятельность» и тому подобное, что призвано подчеркнуть основополагающие функции — восстановление физического и эмоционального здоровья людей, а также просвещение.
Свободное время — это время, в рамках которого личность или социальная группа удовлетворяют разнообразные потребности, развивают навыки, умения и способности человека, открывают возможности комплексного развития личности. Сложно переоценить значение свободного времени в формировании образа жизни современного человека, определении степени удовлетворенности и удовольствия. Имеется и ещё один подход к трактовке, согласно которому свободное время, воспринимается в качестве сознательно высвобожденного человеком времени для удовлетворения своих личных потребностей.
Внутреннее содержание категории «свободное время» также достаточно разнообразно, но её структура подразумевает совокупность и чередование разнообразных видов потребления культурных благ. Нельзя проигнорировать тот факт, что досуг влияет на развитие личности человека и самореализацию. В итоге понятие свободного времени насыщается сразу несколькими видами активности: познавательной, творческой, преобразовательной, ценностно-ориентационной и др. Имеется большое разнообразие видов и направлений проведения времени, которые постоянно дифференцируются, удовлетворяя потребности все большего количества социально-демографических групп.
Вследствие этого на заре XXI века в России досуг стал полноценной, самостоятельной индустрией, приносящей большой доход для коммерческой сферы страны. Это новая, но развивающаяся в ускоренном темпе отрасль, вбирающая в себя много новых направлений, становление которых обусловлено целым рядом факторов. Однако одним из важнейших секторов рынка свободного времени стал рынок медиа.

## Специфика рынка свободного времени
Представления о понятии «свободное время» с момента выделения термина сильно эволюционировали, приобретя не только философский и социальный, но и экономический смысл. Так, время используется как один из важнейших экономических ресурсов, но если ранее это было применительно лишь к трудовому часу, то с появлением индустрии развлечений и досуга, свободное от работы время также стало ресурсом. Таким образом, можно резюмировать, что произошла некоторая материализация данного явления, и в современном мире оно уравнялось в своей значимости с обычными материальными благами.
То есть появившийся дисбаланс на рынке свободного времени стал заполняться вниманием к массмедиа. При этом рынок достаточно консервативен, так как реальные возможности перераспределения общего бюджета времени индивидуума между работой и досугом ограничены нормами (к примеру, продолжительностью рабочего дня, обязанностями, хобби и т. п.).
Медиаэкономика в индустрии развлечений занимает существенные позиции, и в большей мере рынок свободного времени рассматривается именно с точки зрения борьбы различных СМИ за внимание зрителей. Таким образом, даже с первого взгляда неэкономическая и далекая от денег характеристика приносит свой финансовый эффект. Однако сам рынок свободного времени двойственен по своей натуре. С одной стороны человек сам решает, куда его потратить, а с другой — СМИ ведут борьбу за внимание аудитории. Им необходим этот ограниченный ресурсу, который влияет на рейтинги, показатели смотрения/чтения и в итоге опять приводит к прибыли или убыткам средств массовой коммуникации. Именно по причине ограниченности свободного времени как ресурса и большой альтернативы его траты, руководители медиа-бизнеса и развлекательных организаций стремятся за счёт различных инновационных и креативных решений привлекать к себе внимание.

## Критика
Критика темы рынка свободного времени связано с его двойственностью и спецификой функционирования. Так, с одной стороны, по мнению известного эксперта, Е. Л. Вартановой, вся история развития различных массмедиа свидетельствует, что самостоятельность отрасли СМИ появилась лишь в тот момент, когда у значительного количества людей появилось свободное время. Именно свободное время является той «платой», которую тратит аудитория при просмотре телепрограмм, прослушивании радио, чтении газет или интернет-новостей. В свою очередь все перечисленные массмедиа монетизируют это время в плату рекламодателей или спонсоров.
В то же время сам спрос на свободное время не является достаточно ощутимой величиной для расчета, что не дает возможности рынок этот просчитать, дать ему оценку в стоимостном выражении. Само свободное времяпрепровождение определяется социальными и биологическими потребностями индивидов, при этом стоимость свободного времени для производителей и потребителей различается. Здесь значение имеет затрат денежных средств на единицу свободного времени, что для каждого человека индивидуально, а также затратах времени на единицу денежной массы (этот показатель должен соответствовать конкретной валюте расчета)
С точки зрения экономики критике подвергается и такой аспект рынка свободного времени, как различие в «цене» этого показателя в разное время суток, месяца, года, а также его ценность для различных организаций. То есть время и внимание целевой аудитории для любой организации из сферы массмедиа и развлечений выше, чем не входящих в охват представителей общества. Так молодежному радио не важен показатель наличия и распределения свободного времени у пенсионеров, оно для них обесценивается. А вот профильный медиа для пожилых людей, наоборот, будет увеличивать стоимость этого же самого времени.
В совокупности можно резюмировать, что с одной стороны для современной экономики само наличие свободного времени и его объёмы являются своеобразным ресурсом, а с другой имеется проблема его экономического измерения.

## Рынок свободного времени в России: тенденции и прогнозы
Именно СМИ и обширная индустрия досуга в значительной степени изменяют динамику и ритм человеческой жизни, внося разнообразие своими разными предложениями. Однако конкуренция в данной отрасли растет год от года.
Объём развлекательного контента в разных формах и проявлениях стремительно растет, а огромные корпорации, которые его производят, получают миллиарды долларов прибыли. Так американская индустрия развлечений является крупнейшей в мире, занимает 1/3 всего глобального рынка. По оценке аналитиков «PriceWaterhouseCoopers» эта сфера США в денежном выражении имеет около 650 млрд долларов, а к концу следующего года достигнет отметки в $723 млрд..
При этом мировые тенденции таковы, что индустрия досуга претерпевает изменения и открывает новую фазу развития. Границы, когда-то разделявшие индустрию развлечений и СМИ становятся все более размытыми. Крупные производители журналистских материалов выстраивают новые форматы бизнеса, объединяясь с новыми площадками и компаниями. Это приводит к организации локальных интегрированных экосистем. Стираются внутренние границы и между традиционными массмедиа сегментами — так конвергенция приводит к тому, что печатные и цифровые издания, видеоигры и спорт, новостные агентства и социальные сети объединяются. Уже многие медиа-корпорации предлагают развлекательные или информационные материалы сразу на нескольких площадках — телевидение, сайты компаний, сообщения в соцмедиа и т. п.
Рынок свободного времени в России не имеет четко очерченных границ и статистики по нему нет. Однако рынок развлечений более статичен и согласно исследованиям, отрасль развлечений и СМИ в прошлом году продемонстрировала уверенный тренд к росту, характерный для последних нескольких лет. Прогнозы экспертов также благожелательны и позитивны. Этому способствует с одной стороны выход отечественной экономики из кризиса и появление устойчивого роста. А с другой стороны, подготовка и проведение масштабных спортивных мероприятий последних лет (от Олимпиады в 2014 г., Мировых студенческих Игр и до Чемпионата мира по футболу в 2018) способствовали росту и смежных секторов — расширились индустрии культурного досуга, увеличился интерес к СМИ. Все это дало цифру в 22 млрд долларов и плюс 11 % к объёму рынка в России.
По различным оценкам такой положительный рост сохранится и уже в этом году отрасль массмедиа и развлечений перешагнёт рубеж в 24 млрд долларов, однако внутри отрасли конкуренция будет нарастать. И именно из-за высоких объёмов и стремительного роста ожидается, что рынок свободного времени будет перераспределяться и далее, а само явление изучаться на стыке ряда дисциплин политического, экономического, социологического дискурса и медиаисследований.